# نانسي والوحش
نانسي والوحش هو فيلم مغربي من إخراج محمود فريطس سنة 2007، وبطولة كل من ماجدولين الإدريسي، هشام بهلول، أحمد العيشي، فاطمة الزهراء بناصر، حسناء طمطاوي، سعاد خيي، عبد الصمد مفتاح الخير، وآخرون.

## القصة
نانسي فتاة تعيش في البادية، تقع في حب أحد شباب القرية، لكن ابن رئيس القبيلة يحبها بجنون ويتمناها زوجة له. يرفض والد نانسي تزويجها من الشاب الذي تحبه ويجبرها على الزواج بابن رئيس القبيلة، هذا الأخير الذي يقابل رفض نانسي له بإحراق أرض والدها، ولسوء الحظ يتصادف اندلاع الحريق مع وجود حبيب بطلة الفيلم في مكان الحريق بهدف إنقاذها، الأمر الذي سيؤدي إلى إصابته بحروق بليغة تشوه ملامحه. تصاب نانسي بعد الحادث بصدمة كبيرة خصوصا بعد عدم تقبلها لمنظر حبيبها المشوه ما يدفعها إلى الهرب رفقة إحدى فتيات القرية، التي تعمل راقصة في إحدى الملاهي الليلية بالمدينة. بعد طول إصرار، تجد نانسي نفسها تسلك الدرب نفسه لصديقتها إذ تصبح بدورها راقصة، وبالتالي تدأب على مصاحبة الرجال الذين يُعجبون بها، والذين يتعرضون بعد مرافقتها للقتل دون معرفة هوية الجاني.

## روابط خارجية
- نانسي والوحش على موقع IMDb (الإنجليزية)